# Habenaria shweliensis
Habenaria shweliensis är en orkidéart som beskrevs av William Wright Smith och Banerji. Habenaria shweliensis ingår i släktet Habenaria och familjen orkidéer. Inga underarter finns listade i Catalogue of Life.